# Daniel Bennett

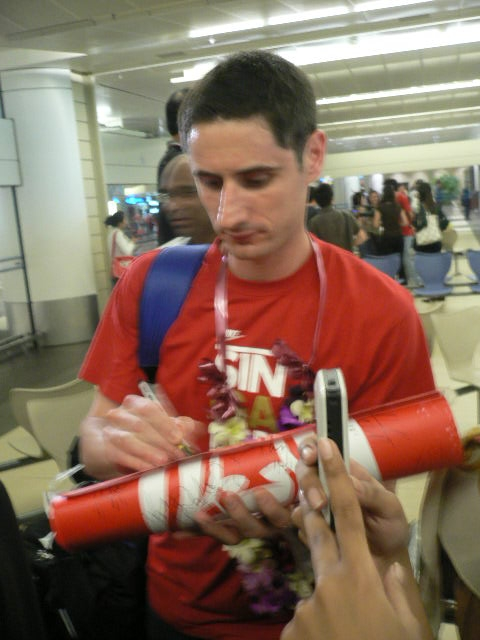
Daniel Bennett en el Aeropuerto de Changi, retornando después de ganar el Campeonato de la ASEAN de 2007.

Daniel Bennett (Great Yarmouth, Inglaterra; 7 de enero de 1978) es un futbolista de Singapur nacido en Inglaterra que juega en la posición de defensa y que actualmente milita en el Tanjong Pagar United de la Liga Premier de Singapur.

## Carrera

### Club
| Periodo   | Club                  |
| --------- | --------------------- |
| 1995–1998 | Tiong Bahru           |
| 1999–2000 | Balestier Central     |
| 2000–2001 | Tanjong Pagar United  |
| 2002      | Wrexham AFC           |
| 2002      | SAF                   |
| 2002–2003 | Wrexham AFC           |
| 2003–2004 | SAF                   |
| 2005–2006 | Woodlands Wellington  |
| 2007–2016 | Warriors FC           |
| 2016      | Geylang International |
| 2017–2022 | Tampines Rovers       |
| 2022–     | Tanjong Pagar United  |

### Selección nacional
Logra la naturalización para jugar con Singapur haciendo su debut el 11 de diciembre de 2002 en un partido amistoso ante Filipinas. Su primer gol con la selección lo anota el 4 de agosto de 2003 en la victoria por 4-1 en un partido amistoso ante Hong Kong.
El 24 de agosto de 2011 juega su partido 100 con Singapur ante Tailandia, y actualmente es el jugador con más apariciones con la selección nacional, con la cual ganó el campeonato de la ASEAN en 2007 y participó en los Juegos Asiáticos de 2006.

## Logros
Singapore Armed Forces Football Club (Warriors FC)
- Singapore Premier League: 2002, 2007, 2008, 2009, 2014
- Singapore Cup: 2007, 2008, 2012, 2019

Wrexham
- FAW Premier Cup: 2003

Singapore
- ASEAN Football Championship: 2004, 2007, 2012

Individual
- Jugador del Año de la S.League: 2001